# Зої Бертрам
Зої Бертрам (англ. Zoe Bertram) — австралійська кіно- та телеакторка.

## Кар'єра
Бертрам брала участь у численних телевізійних серіалах, знімалася в кіно, а також грала на сцені. Вона, ймовірно, більш відома міжнародній аудиторії за роль Ренді Гудлав у фільмі «Ув'язнена» 1983 року. 
У 1991 році вона знялася в серіалі «Парк тварин». 
У 2009—2010 роках вона з'явилася в серії телевізійних реклам для Австралійське страхування пенсіонерів.
У липні 2011 року Бертрам приєдналася до акторського складу «Сусідів» як Лоррейн Довскі. Вона знову приєдналася до акторського складу в повторюваній ролі Фей Бреннан у 2017 році і зробила свою першу появу на екрані 28 липня.

## Фільмографія
| Рік       |    | Українська назва            | Оригінальна назва                  | Роль                        |
| --------- | -- | --------------------------- | ---------------------------------- | --------------------------- |
| 2019      | ф  | Нічні яструби               | Nighthawks                         | Максім                      |
| 2018      | с  | Пікнік біля Навислої скелі  | Picnic at Hanging Rock             | мати Міранди Рейд           |
| 2017      | с  | Сім типів багатозначності   | Seven Types of Ambiguity           | Мей Гейвуд                  |
| 2014      | с  | Переможці та невдахи        | Winners & Losers                   | Жаккі Ґрбовскі              |
| 2011—2019 | с  | Сусіди                      | Neighbours                         | Лорейн Довскі / Фей Бреннан |
| 2009      | с  | Брудна гра                  | Dirt Game                          | Морґан                      |
| 2009      | мс | Сідай, заткнися             | Sit Down, Shut Up                  | Місіс Довсон (озвучення)    |
| 2008      | с  | Монаш: Забутий Анзак        | Monash: The Forgotten Anzac        | Лізетт Бентвіч              |
| 2008      | с  | Раш                         | Rush                               | Ріта Томас                  |
| 2008      | с  | Відділ вбивств              | City Homicide                      | Дірдра Кінкейд              |
| 1999      | ф  | Копняк                      | Kick                               | Соня Квейд                  |
| 1997      | с  | Пригоди Лано та Вудлі       | The Adventures of Lano and Woodley | роль другого плану          |
| 1997      | ф  | Танці біля маяка            | Under the Lighthouse Dancing       | Джульєтта                   |
| 1996      | с  | Акуляча бухта               | Shark Bay                          | Кайлі Делані                |
| 1989      | с  | Гарні хлопці, погані хлопці | Good Guys, Bad Guys                | Максін Гендрікс             |
| 1998      | с  | Державний коронер           | State Coroner                      | Мішель Павелл               |
| 1998      | с  | Стінґери                    | Stingers                           | Деббі Вільмот               |
| 1995      | с  | Дзеркало, дзеркало          | Mirror, Mirror                     | Віолетт де Лутрелле         |
| 1994      | с  | Джі.Пі.                     | G.P.                               | Морін Кларк                 |
| 1993—1994 | с  | Райський пляж               | Paradise Beach                     | Паула Тейлор                |
| 1989      | с  | Додому і в дорогу           | Home and Away                      | Розмарі Вайт                |
| 1987—1992 | с  | Літаючі лікарі              | The Flying Doctors                 | Саллі / Скай                |
| 1983      | с  | Ув'язнений                  | Prisoner                           | Ренді Ґудлове               |
| 1979      | с  | Патрульний човен            | Patrol Boat                        | роль другого плану          |
| 1978      | с  | Чоппер                      | Chopper Squad                      | Пеґ                         |
| 1977—1981 | с  | Неспокійні року             | The Restless Years                 | Олівія Бакстер Рассел       |